# Japanischer Seelöwe
Der Japanische Seelöwe (Zalophus japonicus) ist eine ausgestorbene pazifische Ohrenrobbe. 

## Verbreitung
Der Japanische Seelöwe kam im Japanischen Meer an der Ostküste Koreas, der West- und Ost-Küste Japans, rund um die Kurilen und Sachalin an der südlichen Küste des russischen Fernen Ostens und an der Südspitze der Halbinsel Kamtschatka im Ochotskischen Meer und bei den nördlichen Ryūkyū-Inseln vor.

## Merkmale
Der Japanische Seelöwe ähnelte sehr seinem nahen Verwandten, dem Kalifornischen Seelöwen (Zalophus californianus). Männchen waren dunkelgrau bis dunkelbraun, wurden 2,30 bis 2,50 Meter lang und wogen zwischen 450 und 560 kg. Damit wurden sie etwas größer als die Männchen der Kalifornischen Seelöwen. Alte Männchen bekamen ein fast schwarzes Fell. Weibchen blieben mit einer Länge von 1,40 bis 1,64 m bedeutend kleiner. Sie waren heller gefärbt.

## Lebensweise
Japanische Seelöwen lebten küstennah und wurden nur selten weiter als 16 km von der nächstliegenden Küste entfernt auf offener See angetroffen. Zur Fortpflanzung suchten sie flache, sandige Küstenabschnitte auf.

## Systematik
Der Japanische Seelöwe wurde lange Zeit als Unterart Zalophus californianus japonicus des Kalifornischen Seelöwen eingeordnet. Erst Untersuchungen der Schädelmorphologie im Jahre 2003 sprachen für den Artstatus. Der Schädel des Japanischen Seelöwen ist größer und breiter als der seines kalifornischen Verwandten, hinter den oberen Eckzähnen hatte er sechs weitere Zähne, beim Kalifornischen Seelöwen sind es nur fünf. Die Einordnung als eigenständige Art wurde später durch Genanalysen bestätigt.

## Aussterben
Der Hauptgrund für das Aussterben des Japanischen Seelöwen ist die Jagd und die Verfolgung durch Fischer. In der Mitte des 19. Jahrhunderts soll die Population noch bei 30.000 bis 50.000 Exemplaren gelegen haben. Trotz einer umfangreichen Suche nach den Tieren in ihrem ursprünglichen Lebensraum gibt es seit den späten 1950er Jahren keine dokumentierten Sichtungen mehr. Die letzten glaubwürdigen Berichte von 50 bis 60 Exemplaren auf den Liancourt-Felsen stammen aus dem Jahr 1951. Sichtungen von Einzeltieren aus den 1970er Jahren konnten nicht bestätigt werden und beruhen möglicherweise auf Verwechslungen mit entkommenen Exemplaren des Kalifornischen Seelöwen.